# Mistrzostwa Świata w Łyżwiarstwie Figurowym 2021
Mistrzostwa świata w łyżwiarstwie figurowym 2021 – zawody rangi mistrzowskiej w łyżwiarstwie figurowym, które odbyły się od 22 do 28 marca 2021 w hali Ericsson Globe w Sztokholmie. Podczas zawodów rozegrano konkurencje solistów, solistek, par sportowych oraz par tanecznych.
Rezultaty osiągnięte na mistrzostwach stanowiły pierwszą z dwóch możliwości zdobycia kwalifikacji na Zimowe Igrzyska Olimpijskie 2022 w Pekinie.
Ze względu na pandemię COVID-19, 22 grudnia 2020 roku szwedzka federacja odwołała wszystkie krajowe zawody łyżwiarskie do końca sezonu 2020/2021. Ponadto w sezonie 2020/2021 ISU odwołała wszystkie inne zawody mistrzowskie, jednak 28 stycznia 2021 agencja TASS podała informację o utrzymaniu terminu rozgrywania mistrzostw świata w Sztokholmie powołując się na ustalenia Komitetu Wykonawczego Międzynarodowej Unii Łyżwiarskiej, która omawiała szczegóły organizacji mistrzostw.
Na organizację mistrzostw wpłynęła pandemia COVID-19. Zgodnie z rozporządzeniem szwedzkiego rządu z 20 listopada 2020 roku do Szwecji mogli wjechać zawodnicy uczestniczący w międzynarodowych wydarzeniach sportowych. Podczas zawodów obiecano utrzymywać reżim sanitarny, ale ze względu na dynamiczną sytuację pandemiczną na świecie nie podano szczegółów organizacyjnych.
W konkurencji solistów zwyciężył Amerykanin Nathan Chen, zaś wśród solistek po raz pierwszy w karierze trumfowała reprezentantka FSR, Rosjanka Anna Szczerbakowa. W parach sportowych zwyciężyli reprezentanci FRS, Rosjanie Anastasija Miszyna i Aleksandr Gallamow, którzy zdobyli tytuł mistrzowski w swoim debiucie na mistrzostwach świata i mając kolejno 19 i 21 lat zostali najmłodszymi mistrzami świata w konkurencji par sportowych od czasów tytułu Gordiejewej i Grińkowa z 1986 roku. W konkurencji par tanecznych, także pierwszy tytuł mistrzowski w karierze, zdobyli reprezentanci FRS, Rosjanie Wiktorija Sinicyna i Nikita Kacałapow.

## Kwalifikacje
Zgodnie z dotychczasowym regulaminem, w mistrzostwach świata mogli brać udział zawodnicy z państw należących do Międzynarodowej Unii Łyżwiarskiej (ISU), którzy ukończyli 15 lat przed dniem 1 lipca roku poprzedzającego mistrzostwa. Każde państwo może był reprezentowane przez maksymalnie trzech zawodników/par w każdej z konkurencji. Warunkiem uczestnictwa zawodników wytypowanych przez krajową federację jest uzyskanie minimalnej oceny technicznej (TES) na międzynarodowych zawodach pod patronatem ISU w sezonie bieżącym lub poprzednim. Punkty za oba programy mogą być zdobyte na różnych zawodach. Międzynarodowa Unia Łyżwiarska akceptuje wyniki, jeśli zostały uzyskane podczas zawodów międzynarodowych uznawanych przez ISU. Minimalna ocena techniczna musi zostać osiągnięta co najmniej 21 dni przed pierwszym oficjalnym dniem treningowym mistrzostw.
| Minimalna ocena techniczna (TES) | Minimalna ocena techniczna (TES) | Minimalna ocena techniczna (TES) |
| Konkurencja                      | SP / RD                          | FS / FD                          |
| -------------------------------- | -------------------------------- | -------------------------------- |
| Soliści                          | 34                               | 64                               |
| Solistki                         | 30                               | 51                               |
| Pary sportowe                    | 27                               | 44                               |
| Pary taneczne                    | 33                               | 47                               |

Ze względu na odwołanie mistrzostw świata 2020, liczba reprezentantów danego kraju w poszczególnych konkurencjach była determinowana przez wyniki mistrzostw świata 2019:
| Liczba zawodników | Soliści                                                          | Solistki                                                      | Pary sportowe                                           | Pary taneczne                                                       |
| ----------------- | ---------------------------------------------------------------- | ------------------------------------------------------------- | ------------------------------------------------------- | ------------------------------------------------------------------- |
| 3                 | Stany Zjednoczone · Japonia                                      | Federacja Łyżwiarstwa Figurowego Rosji · Kazachstan · Japonia | Federacja Łyżwiarstwa Figurowego Rosji · Chiny          | Kanada · Stany Zjednoczone · Federacja Łyżwiarstwa Figurowego Rosji |
| 2                 | Chiny · Włochy · Czechy · Federacja Łyżwiarstwa Figurowego Rosji | Korea Południowa · Stany Zjednoczone · Kanada                 | Francja · Włochy · Kanada · Stany Zjednoczone · Austria | Francja · Włochy                                                    |
| 1                 | Pozostałe kraje                                                  | Pozostałe kraje                                               | Pozostałe kraje                                         | Pozostałe kraje                                                     |

### Zmiany w organizacji (z 5 lutego 2021)
Poszczególne kraje powinny zgłosić swoich reprezentantów na mistrzostwa do 1 marca 2021 roku. Według oficjalnego informatora mistrzostw zaktualizowanego 5 lutego 2021 roku mistrzostwa mają się odbywać w tzw. „bańce”, co ma wzmocnić reżim sanitarny i zminimalizować ryzyko transmisji COVID-19, zaś każdy z zawodników, sędziów i trenerów powinien przedstawić organizatorom negatywny wynik testu na COVID-19 wykonany przed przybyciem do Sztokholmu (w innym razie nie otrzyma akredytacji). Ponadto z terminarza mistrzostw wykreślono jedno z dwóch spotkań z liderami reprezentacji, spotkanie oficjeli ISU z panelami sędziowskimi oraz bankiet zamykający mistrzostwa.

### Zmiany na listach startowych
| Data           | Konkurencja   | Wycofali się                           | Zakwalifikowano                     | Powód                                | Źr.    |
| -------------- | ------------- | -------------------------------------- | ----------------------------------- | ------------------------------------ | ------ |
| 15 lutego 2021 | Pary sportowe | Minerva Fabienne Hase / Nolan Seegert  | N/A                                 | Kontuzja nogi (Hase)                 | [ 12 ] |
| 1 marca 2021   | Pary sportowe | Jessica Calalang / Brian Johnson       | Ashley Cain-Gribble / Timothy LeDuc | Powody osobiste                      | [ 13 ] |
| 2 marca 2021   | Soliści       | Brendan Kerry                          | N/A                                 | Kontuzja                             | [ 14 ] |
| 2 marca 2021   | Pary taneczne | Marija Kazakowa / Gieorgij Riewija     | N/A                                 | Kontuzja pleców (Riewija)            | [ 14 ] |
| 2 marca 2021   | Pary taneczne | Maxine Weatherby / Tiemirłan Jerżhanow | N/A                                 |                                      | [ 14 ] |
| 8 marca 2021   | Pary taneczne | Olivia Smart / Adrián Díaz             | Sara Hurtado / Kiriłł Chalawin      | Decyzja federacji                    | [ 16 ] |
| 10 marca 2021  | Pary taneczne | Yura Min / Daniel Eaton                | N/A                                 | Rekonwalescencja po kontuzji (Eaton) |        |
| 16 marca 2021  | Solistki      | Anastasija Gałustian                   | N/A                                 | Kontuzja                             |        |
| 20 marca 2021  | Pary sportowe | Sofija Holiczenko / Artem Darenskij    | N/A                                 | COVID-19                             | [ 17 ] |
| 21 marca 2021  | Solistki      | Alisson Perticheto                     | N/A                                 | Kontuzja                             |        |
| 22 marca 2021  | Soliści       | Slavik Hayrapetyan                     | N/A                                 | COVID-19                             |        |
| 22 marca 2021  | Solistki      | Wiktorija Safonowa                     | N/A                                 | COVID-19                             | [ 17 ] |
| 22 marca 2021  | Pary sportowe | Wang Yuchen / Huang Yihang             | N/A                                 |                                      |        |

## Terminarz
| Data     | Godzina   | Konkurencja     | Segment          |
| -------- | --------- | --------------- | ---------------- |
| 24 marca | 10:00 CET | Solistki        | Program krótki   |
| 24 marca | 18:30 CET | Pary sportowe   | Program krótki   |
| 25 marca | 11:30 CET | Soliści         | Program krótki   |
| 25 marca | 18:10 CET | Pary sportowe   | Program dowolny  |
| 26 marca | 10:52 CET | Pary taneczne   | Taniec rytmiczny |
| 26 marca | 18:00 CET | Solistki        | Program dowolny  |
| 27 marca | 11:00 CET | Soliści         | Program dowolny  |
| 27 marca | 17:00 CET | Pary taneczne   | Taniec dowolny   |
| 28 marca | 14:30 CET | Pokazy mistrzów | Pokazy mistrzów  |

## Klasyfikacja medalowa
| Lp. | Reprezentacja                          | Złoto | Srebro | Brąz | Razem |
| --- | -------------------------------------- | ----- | ------ | ---- | ----- |
| 1   | Federacja Łyżwiarstwa Figurowego Rosji | 3     | 1      | 2    | 6     |
| 2   | Stany Zjednoczone                      | 1     | 1      | 0    | 2     |
| 3   | Japonia                                | 0     | 1      | 1    | 2     |
| 4   | Chiny                                  | 0     | 1      | 0    | 1     |
| 5   | Kanada                                 | 0     | 0      | 1    | 1     |

## Rekordy świata
| Rekordy świata (GOE±5) na moment rozpoczęcia zawodów (stan na 22 marca 2021): | Rekordy świata (GOE±5) na moment rozpoczęcia zawodów (stan na 22 marca 2021): | Rekordy świata (GOE±5) na moment rozpoczęcia zawodów (stan na 22 marca 2021): | Rekordy świata (GOE±5) na moment rozpoczęcia zawodów (stan na 22 marca 2021): | Rekordy świata (GOE±5) na moment rozpoczęcia zawodów (stan na 22 marca 2021): | Rekordy świata (GOE±5) na moment rozpoczęcia zawodów (stan na 22 marca 2021): |
| Konkurencja                                                                   | Segment                                                                       | Zawodnicy                                                                     | Punkty                                                                        | Zawody                                                                        | Data                                                                          |
| ----------------------------------------------------------------------------- | ----------------------------------------------------------------------------- | ----------------------------------------------------------------------------- | ----------------------------------------------------------------------------- | ----------------------------------------------------------------------------- | ----------------------------------------------------------------------------- |
| Soliści                                                                       | Nota łączna                                                                   | Nathan Chen                                                                   | 335,30                                                                        | Finał Grand Prix 2019                                                         | 7 grudnia 2019                                                                |
| Soliści                                                                       | Program dowolny                                                               | Nathan Chen                                                                   | 224,92                                                                        | Finał Grand Prix 2019                                                         | 7 grudnia 2019                                                                |
| Soliści                                                                       | Program krótki                                                                | Yuzuru Hanyū                                                                  | 111,82                                                                        | Mistrzostwa czterech kontynentów 2020                                         | 7 lutego 2020                                                                 |
| Solistki                                                                      | Nota łączna                                                                   | Alona Kostornoj                                                               | 247,59                                                                        | Finał Grand Prix 2019                                                         | 7 grudnia 2019                                                                |
| Solistki                                                                      | Program dowolny                                                               | Aleksandra Trusowa                                                            | 166,62                                                                        | Skate Canada International 2019                                               | 26 października 2019                                                          |
| Solistki                                                                      | Program krótki                                                                | Alona Kostornoj                                                               | 85,45                                                                         | Finał Grand Prix 2019                                                         | 6 grudnia 2019                                                                |
| Pary sportowe                                                                 | Nota łączna                                                                   | Sui Wenjing / Han Cong                                                        | 234,84                                                                        | Mistrzostwa świata 2019                                                       | 21 marca 2019                                                                 |
| Pary sportowe                                                                 | Program dowolny                                                               | Sui Wenjing / Han Cong                                                        | 155,60                                                                        | Mistrzostwa świata 2019                                                       | 21 marca 2019                                                                 |
| Pary sportowe                                                                 | Program krótki                                                                | Aleksandra Bojkowa / Dmitrij Kozłowski                                        | 82,34                                                                         | Mistrzostwa Europy 2020                                                       | 22 stycznia 2020                                                              |
| Pary taneczne                                                                 | Nota łączna                                                                   | Gabriella Papadakis / Guillaume Cizeron                                       | 226,61                                                                        | NHK Trophy 2019                                                               | 23 listopada 2019                                                             |
| Pary taneczne                                                                 | Taniec dowolny                                                                | Gabriella Papadakis / Guillaume Cizeron                                       | 136,58                                                                        | NHK Trophy 2019                                                               | 23 listopada 2019                                                             |
| Pary taneczne                                                                 | Taniec rytmiczny                                                              | Gabriella Papadakis / Guillaume Cizeron                                       | 90,03                                                                         | NHK Trophy 2019                                                               | 22 listopada 2019                                                             |

## Wyniki
Na mistrzostwach rosyjska drużyna łyżwiarstwa figurowego wystąpiła pod nazwą Rosyjska Federacja Łyżwiarstwa Figurowego - Federacja Łyżwiarstwa Figurowego Rosji (FSR) ze względu na wydany przez Sportowy Sąd Arbitrażowy zakaz używania symboli narodowych przez Rosję na zawodach mistrzowskich do 22 grudnia 2022 roku. W przypadku zwycięstwa rosyjskich łyżwiarzy zamiast rosyjskiego hymnu odgrywano około jednominutowy fragment I koncertu fortepianowego Piotra Czajkowskiego.

### Soliści
| Poz.                                 | Zawodnik               | Reprezentacja                          | Nota łączna | SP  | SP     | FS  | FS     |
| ------------------------------------ | ---------------------- | -------------------------------------- | ----------- | --- | ------ | --- | ------ |
| 1                                    | Nathan Chen            | Stany Zjednoczone                      | 320,88      | 3   | 98,85  | 1   | 222,03 |
| 2                                    | Yuma Kagiyama          | Japonia                                | 291,81      | 2   | 100,96 | 2   | 190,81 |
| 3                                    | Yuzuru Hanyū           | Japonia                                | 289,18      | 1   | 106,98 | 4   | 182,20 |
| 4                                    | Shōma Uno              | Japonia                                | 277,44      | 6   | 92,62  | 3   | 184,84 |
| 5                                    | Michaił Kolada         | Federacja Łyżwiarstwa Figurowego Rosji | 272,04      | 4   | 93,52  | 5   | 178,52 |
| 6                                    | Keegan Messing         | Kanada                                 | 270,26      | 5   | 93,51  | 6   | 176,75 |
| 7                                    | Jason Brown            | Stany Zjednoczone                      | 262,17      | 7   | 91,25  | 8   | 170,92 |
| 8                                    | Jewgienij Siemienienko | Federacja Łyżwiarstwa Figurowego Rosji | 258,45      | 10  | 86,86  | 7   | 171,59 |
| 9                                    | Kévin Aymoz            | Francja                                | 254,52      | 9   | 88,24  | 9   | 166,28 |
| 10                                   | Cha Jun-hwan           | Korea Południowa                       | 245,99      | 8   | 91,15  | 13  | 154,84 |
| 11                                   | Matteo Rizzo           | Włochy                                 | 245,37      | 11  | 83,30  | 11  | 162,07 |
| 12                                   | Daniel Grassl          | Włochy                                 | 242,81      | 15  | 79,43  | 10  | 163,38 |
| 13                                   | Yan Han                | Chiny                                  | 235,31      | 12  | 81,52  | 14  | 153,79 |
| 14                                   | Moris Kwitiełaszwili   | Gruzja                                 | 231,81      | 21  | 74,66  | 12  | 157,15 |
| 15                                   | Lukas Britschgi        | Szwajcaria                             | 225,55      | 17  | 78,27  | 16  | 147,28 |
| 16                                   | Aleksandr Selevko      | Estonia                                | 222,06      | 24  | 70,74  | 15  | 151,32 |
| 17                                   | Konstantin Milukow     | Białoruś                               | 221,33      | 16  | 78,86  | 17  | 142,47 |
| 18                                   | Deniss Vasiļjevs       | Łotwa                                  | 213,05      | 14  | 81,22  | 18  | 131,83 |
| 19                                   | Michal Březina         | Czechy                                 | 210,73      | 13  | 81,43  | 21  | 129,30 |
| 20                                   | Donovan Carrillo       | Meksyk                                 | 204,78      | 23  | 73,91  | 19  | 130,87 |
| 21                                   | Iwan Szmuratko         | Ukraina                                | 204,17      | 22  | 73,98  | 20  | 130,19 |
| 22                                   | Jin Boyang             | Chiny                                  | 199,15      | 19  | 77,95  | 22  | 121,20 |
| 23                                   | Nikolaj Majorov        | Szwecja                                | 192,79      | 20  | 75,59  | 23  | 117,20 |
| 24                                   | Alexei Bychenko        | Izrael                                 | 190,45      | 18  | 78,05  | 24  | 112,40 |
| Nie awansowali do programu dowolnego |                        |                                        |             |     |        |     |        |
| 25                                   | Vincent Zhou           | Stany Zjednoczone                      | 70,51       | 25  | 70,51  | NQ  | NQ     |
| 26                                   | Paul Fentz             | Niemcy                                 | 68,43       | 26  | 68,43  | NQ  | NQ     |
| 27                                   | Władimir Litwincew     | Azerbejdżan                            | 68,43       | 27  | 68,43  | NQ  | NQ     |
| 28                                   | Başar Oktar            | Turcja                                 | 67,14       | 28  | 67,14  | NQ  | NQ     |
| 29                                   | Maurizio Zandron       | Austria                                | 63,88       | 29  | 63,88  | NQ  | NQ     |
| 30                                   | Peter James Hallam     | Wielka Brytania                        | 61,56       | 30  | 61,56  | NQ  | NQ     |
| 31                                   | Valtter Virtanen       | Finlandia                              | 60,27       | 31  | 60,27  | NQ  | NQ     |
| 32                                   | Michaił Szajdorow      | Kazachstan                             | 59,14       | 32  | 59,14  | NQ  | NQ     |
| 33                                   | Larry Loupolover       | Bułgaria                               | 58,93       | 33  | 58,93  | NQ  | NQ     |
| WD                                   | Slavik Hayrapetyan     | Armenia                                | DNS         | DNS | DNS    | DNS | DNS    |

### Solistki
| Poz.                                 | Zawodniczka                | Reprezentacja                          | Nota łączna | SP  | SP    | FS  | FS     |
| ------------------------------------ | -------------------------- | -------------------------------------- | ----------- | --- | ----- | --- | ------ |
| 1                                    | Anna Szczerbakowa          | Federacja Łyżwiarstwa Figurowego Rosji | 233,17      | 1   | 81,00 | 2   | 152,17 |
| 2                                    | Jelizawieta Tuktamyszewa   | Federacja Łyżwiarstwa Figurowego Rosji | 220,46      | 3   | 78,86 | 3   | 141,60 |
| 3                                    | Aleksandra Trusowa         | Federacja Łyżwiarstwa Figurowego Rosji | 217,20      | 12  | 64,82 | 1   | 152,38 |
| 4                                    | Karen Chen                 | Stany Zjednoczone                      | 208,63      | 4   | 74,40 | 6   | 134,23 |
| 5                                    | Loena Hendrickx            | Belgia                                 | 208,44      | 10  | 67,28 | 4   | 141,16 |
| 6                                    | Kaori Sakamoto             | Japonia                                | 207,80      | 6   | 70,38 | 5   | 137,42 |
| 7                                    | Rika Kihira                | Japonia                                | 205,70      | 2   | 79,08 | 9   | 126,62 |
| 8                                    | Olha Mikutina              | Austria                                | 198,77      | 11  | 67,18 | 7   | 131,59 |
| 9                                    | Bradie Tennell             | Stany Zjednoczone                      | 197,81      | 7   | 69,87 | 8   | 127,94 |
| 10                                   | Lee Hae-in                 | Korea Południowa                       | 193,44      | 8   | 68,94 | 11  | 124,50 |
| 11                                   | Kim Ye-lim                 | Korea Południowa                       | 191,78      | 5   | 73,63 | 13  | 118,15 |
| 12                                   | Jekatierina Riabowa        | Azerbejdżan                            | 189,46      | 13  | 64,11 | 10  | 125,35 |
| 13                                   | Madeline Schizas           | Kanada                                 | 185,78      | 9   | 68,77 | 14  | 117,01 |
| 14                                   | Eva-Lotta Kiibus           | Estonia                                | 181,47      | 19  | 59,65 | 12  | 121,82 |
| 15                                   | Josefin Taljegård          | Szwecja                                | 178,10      | 15  | 61,58 | 16  | 116,52 |
| 16                                   | Lindsay van Zundert        | Holandia                               | 174,50      | 24  | 57,72 | 15  | 116,78 |
| 17                                   | Ałеksandra Fеjgin          | Bułgaria                               | 173,52      | 17  | 59,97 | 18  | 113,55 |
| 18                                   | Nicole Schott              | Niemcy                                 | 172.80      | 20  | 59,09 | 17  | 113,71 |
| 19                                   | Satoko Miyahara            | Japonia                                | 172,30      | 16  | 59,99 | 19  | 112,31 |
| 20                                   | Alina Urushadze            | Gruzja                                 | 169,01      | 18  | 59,89 | 20  | 109,12 |
| 21                                   | Chen Hongyi                | Chiny                                  | 162,79      | 22  | 58,81 | 21  | 103,98 |
| 22                                   | Eliška Březinová           | Czechy                                 | 155,14      | 21  | 58,81 | 22  | 96,33  |
| 23                                   | Natasha McKay              | Wielka Brytania                        | 153,46      | 23  | 58,15 | 23  | 95,31  |
| 24                                   | Jenni Saarinen             | Finlandia                              | 146,54      | 14  | 63,54 | 24  | 83,00  |
| Nie awansowały do programu dowolnego |                            |                                        |             |     |       |     |        |
| 25                                   | Alexia Paganini            | Szwajcaria                             | 57,23       | 25  | 57,23 | NQ  | NQ     |
| 26                                   | Kailani Craine             | Australia                              | 56,86       | 26  | 56,86 | NQ  | NQ     |
| 27                                   | Emily Bausback             | Kanada                                 | 55,74       | 27  | 55,74 | NQ  | NQ     |
| 28                                   | Lara Naki Gutmann          | Włochy                                 | 55,64       | 28  | 55,64 | NQ  | NQ     |
| 29                                   | Emmy Ma                    | Chińskie Tajpej                        | 55,63       | 29  | 55,63 | NQ  | NQ     |
| 30                                   | Júlia Láng                 | Węgry                                  | 54,20       | 30  | 54,20 | NQ  | NQ     |
| 31                                   | Neli Jofe                  | Izrael                                 | 52,43       | 31  | 52,43 | NQ  | NQ     |
| 32                                   | Jekatierina Kurakowa       | Polska                                 | 52,28       | 32  | 52,28 | NQ  | NQ     |
| 33                                   | Angelina Kučvaļska         | Łotwa                                  | 47,94       | 33  | 47,94 | NQ  | NQ     |
| 34                                   | Daša Grm                   | Słowenia                               | 47,76       | 34  | 47,76 | NQ  | NQ     |
| 35                                   | Anastasija Archypowa       | Ukraina                                | 45,07       | 35  | 45,07 | NQ  | NQ     |
| 36                                   | Emilea Zingas              | Cypr                                   | 43,20       | 36  | 43,20 | NQ  | NQ     |
| 37                                   | Elžbieta Kropa             | Litwa                                  | 41,31       | 37  | 41,31 | NQ  | NQ     |
| WD                                   | Maé-Bérénice Méité         | Francja                                | DNF         | DNF | DNF   | DNF | DNF    |
| WD                                   | Wiktorija Safonowa         | Białoruś                               | DNS         | DNS | DNS   | DNS | DNS    |
| WD                                   | Yi Christy Leung           | Hongkong                               | DNS         | DNS | DNS   | DNS | DNS    |
| WD                                   | Anastasija Gałustian       | Armenia                                | DNS         | DNS | DNS   | DNS | DNS    |
| WD                                   | Alisson Krystle Perticheto | Filipiny                               | DNS         | DNS | DNS   | DNS | DNS    |

### Pary sportowe
| Poz.                                 | Zawodnicy                                 | Reprezentacja                          | Nota łączna | SP  | SP    | FS  | FS     |
| ------------------------------------ | ----------------------------------------- | -------------------------------------- | ----------- | --- | ----- | --- | ------ |
| 1                                    | Anastasija Miszyna / Aleksandr Gallamow   | Federacja Łyżwiarstwa Figurowego Rosji | 227,59      | 3   | 75,79 | 1   | 151,80 |
| 2                                    | Sui Wenjing / Han Cong                    | Chiny                                  | 225,71      | 2   | 77,62 | 2   | 148,09 |
| 3                                    | Aleksandra Bojkowa / Dmitrij Kozłowski    | Federacja Łyżwiarstwa Figurowego Rosji | 217,63      | 1   | 80,16 | 4   | 137,47 |
| 4                                    | Jewgienija Tarasowa / Władimir Morozow    | Federacja Łyżwiarstwa Figurowego Rosji | 212,76      | 4   | 71,46 | 3   | 141,30 |
| 5                                    | Peng Cheng / Jin Yang                     | Chiny                                  | 201,18      | 5   | 71,32 | 6   | 129,86 |
| 6                                    | Kirsten Moore-Towers / Michael Marinaro   | Kanada                                 | 195,29      | 10  | 63,45 | 5   | 131,84 |
| 7                                    | Alexa Knierim / Brandon Frazier           | Stany Zjednoczone                      | 192,10      | 7   | 64,67 | 7   | 127,43 |
| 8                                    | Nicole Della Monica / Matteo Guarise      | Włochy                                 | 186,50      | 11  | 59,95 | 8   | 126,55 |
| 9                                    | Ashley Cain-Gribble / Timothy LeDuc       | Stany Zjednoczone                      | 185,31      | 6   | 64,94 | 9   | 120,37 |
| 10                                   | Riku Miura / Ryuichi Kihara               | Japonia                                | 184,41      | 8   | 64,37 | 10  | 120,04 |
| 11                                   | Miriam Ziegler / Severin Kiefer           | Austria                                | 182,30      | 9   | 64,01 | 11  | 118,29 |
| 12                                   | Evelyn Walsh / Trennt Michaud             | Kanada                                 | 176,24      | 12  | 59,41 | 12  | 116,83 |
| 13                                   | Annika Hocke / Robert Kunkel              | Niemcy                                 | 162,81      | 13  | 57,48 | 14  | 105,33 |
| 14                                   | Julija Scsetyinyina / Márk Magyar         | Węgry                                  | 157,87      | 18  | 51,21 | 13  | 106,66 |
| 15                                   | Jelizawieta Żuk / Martin Bidař            | Czechy                                 | 157,29      | 16  | 54,30 | 15  | 102,99 |
| 16                                   | Anastasija Mietelkina / Daniił Parkman    | Gruzja                                 | 156,73      | 14  | 56,13 | 16  | 100,60 |
| 17                                   | Rebecca Ghilardi / Filippo Ambrosini      | Włochy                                 | 154,04      | 15  | 54,70 | 18  | 99,34  |
| 18                                   | Bogdana Łukaszewicz / Aleksandr Stiepanow | Białoruś                               | 145,55      | 20  | 46,20 | 17  | 99,35  |
| 19                                   | Anna Vernikov / Jewgieni Krasnopolski     | Izrael                                 | 145,03      | 17  | 53,67 | 20  | 91,36  |
| 20                                   | Cléo Hamon / Denys Strekalin              | Francja                                | 144,84      | 19  | 50,99 | 19  | 93,85  |
| Nie awansowali do programu dowolnego |                                           |                                        |             |     |       |     |        |
| 21                                   | Lana Petranović / Antonio Souza-Kordeiru  | Chorwacja                              | 44,75       | 21  | 44,75 | NQ  | NQ     |
| 22                                   | Darja Daniłowa / Michel Tsiba             | Holandia                               | 43,12       | 22  | 43,12 | NQ  | NQ     |
| 23                                   | Coline Keriven / Noël-Antoine Pierre      | Francja                                | 42,12       | 23  | 42,12 | NQ  | NQ     |
| 24                                   | Zoe Jones / Christopher Boyadji           | Wielka Brytania                        | 38,79       | 24  | 38,79 | NQ  | NQ     |
| WD                                   | Wang Yuchen / Huang Yihang                | Chiny                                  | DNS         | DNS | DNS   | DNS | DNS    |
| WD                                   | Sofija Holiczenko / Artem Darenskij       | Ukraina                                | DNS         | DNS | DNS   | DNS | DNS    |

### Pary taneczne
Wzorem tańca rytmicznego był Finnstep.
| Poz.                                 | Zawodnicy                                      | Reprezentacja                          | Nota łączna | RD  | RD    | FD  | FD     |
| ------------------------------------ | ---------------------------------------------- | -------------------------------------- | ----------- | --- | ----- | --- | ------ |
| 1                                    | Wiktorija Sinicyna / Nikita Kacałapow          | Federacja Łyżwiarstwa Figurowego Rosji | 221,17      | 1   | 88,15 | 1   | 133,02 |
| 2                                    | Madison Hubbell / Zachary Donohue              | Stany Zjednoczone                      | 214,71      | 2   | 86,05 | 3   | 128,66 |
| 3                                    | Piper Gilles / Paul Poirier                    | Kanada                                 | 214,35      | 4   | 83,37 | 2   | 130,98 |
| 4                                    | Madison Chock / Evan Bates                     | Stany Zjednoczone                      | 212,69      | 3   | 85,15 | 4   | 127,54 |
| 5                                    | Aleksandra Stiepanowa / Iwan Bukin             | Federacja Łyżwiarstwa Figurowego Rosji | 208,77      | 5   | 83,02 | 5   | 125,75 |
| 6                                    | Charlène Guignard / Marco Fabbri               | Włochy                                 | 205,20      | 6   | 81,04 | 6   | 124,16 |
| 7                                    | Lilah Fear / Lewis Gibson                      | Wielka Brytania                        | 196,92      | 8   | 77,42 | 7   | 119,50 |
| 8                                    | Laurence Fournier Beaudry / Nikolaj Sørensen   | Kanada                                 | 196,88      | 7   | 77,87 | 8   | 119,01 |
| 9                                    | Kaitlin Hawayek / Jean-Luc Baker               | Stany Zjednoczone                      | 188,51      | 11  | 75,08 | 9   | 113,43 |
| 10                                   | Tiffany Zahorski / Jonathan Guerreiro          | Federacja Łyżwiarstwa Figurowego Rosji | 188,45      | 10  | 75,58 | 10  | 112,87 |
| 11                                   | Sara Hurtado / Kiriłł Chalawin                 | Hiszpania                              | 186,13      | 12  | 74,26 | 11  | 111,87 |
| 12                                   | Natalia Kaliszek / Maksym Spodyriew            | Polska                                 | 183,33      | 9   | 76,12 | 14  | 107,21 |
| 13                                   | Wang Shiyue / Liu Xinyu                        | Chiny                                  | 182,90      | 13  | 73,97 | 12  | 108,93 |
| 14                                   | Marjorie Lajoie / Zachary Lagha                | Kanada                                 | 180,71      | 14  | 72,00 | 13  | 108,71 |
| 15                                   | Allison Reed / Saulius Ambrulevičius           | Litwa                                  | 178,18      | 15  | 71,29 | 15  | 106,89 |
| 16                                   | Adelina Galyavieva / Louis Thauron             | Francja                                | 173,55      | 16  | 69,99 | 16  | 103,56 |
| 17                                   | Jewgienija Łopariowa / Geoffrey Brissaud       | Francja                                | 169,70      | 19  | 66,80 | 17  | 102,90 |
| 18                                   | Katharina Müller / Tim Dieck                   | Niemcy                                 | 168,33      | 17  | 68,37 | 19  | 99,96  |
| 19                                   | Misato Komatsubara / Tim Koleto                | Japonia                                | 167,81      | 18  | 68,02 | 20  | 99,79  |
| 20                                   | Ołeksandra Nazarowa / Maksym Nikitin           | Ukraina                                | 167,34      | 20  | 66,54 | 18  | 100,80 |
| Nie awansowali do programu dowolnego |                                                |                                        |             |     |       |     |        |
| 21                                   | Juulia Turkkila / Matthias Versluis            | Finlandia                              | 64,59       | 21  | 64,59 | NQ  | NQ     |
| 22                                   | Natálie Taschlerová / Filip Taschler           | Czechy                                 | 64,00       | 22  | 64,00 | NQ  | NQ     |
| 23                                   | Anna Janowska / Adam Lukacs                    | Węgry                                  | 62,78       | 23  | 62,78 | NQ  | NQ     |
| 24                                   | Holly Harris / Jason Chan                      | Australia                              | 60,73       | 24  | 60,73 | NQ  | NQ     |
| 25                                   | Carolina Moscheni / Francesco Fioretti         | Włochy                                 | 60,60       | 25  | 60,60 | NQ  | NQ     |
| 26                                   | Shira Ichilov / Laurent Abecassis              | Izrael                                 | 55,57       | 26  | 55,57 | NQ  | NQ     |
| 27                                   | Julija Żata / Berk Akalın                      | Turcja                                 | 52,21       | 27  | 52,21 | NQ  | NQ     |
| 28                                   | Wiktorija Siemieniuk / Ilja Juchimiuk          | Białoruś                               | 51,15       | 28  | 51,15 | NQ  | NQ     |
| 29                                   | Chelsea Verhaegh / Sherim van Geffen           | Holandia                               | 50,79       | 29  | 50,79 | NQ  | NQ     |
| 30                                   | Jekatierina Kuzniecowa / Ołeksandr Kołosowskij | Azerbejdżan                            | 46,19       | 30  | 46,19 | NQ  | NQ     |
| 31                                   | Mina Zdrawkowa / Christopher M. Davis          | Bułgaria                               | 45,28       | 31  | 45,28 | NQ  | NQ     |
| WD                                   | Tina Garabedian / Simon Proulx-Sénécal         | Armenia                                | DNS         | DNS | DNS   | DNS | DNS    |

## Medaliści

### Nota łączna
Medaliści mistrzostw po zsumowaniu punktów za oba programy/tańce w poszczególnych konkurencjach:
| Konkurencja   | Złoto                                   | Srebro                            | Brąz                                   |
| Soliści       | Nathan Chen                             | Yuma Kagiyama                     | Yuzuru Hanyū                           |
| Solistki      | Anna Szczerbakowa                       | Jelizawieta Tuktamyszewa          | Aleksandra Trusowa                     |
| Pary sportowe | Anastasija Miszyna / Aleksandr Gallamow | Sui Wenjing / Han Cong            | Aleksandra Bojkowa / Dmitrij Kozłowski |
| Pary taneczne | Wiktorija Sinicyna / Nikita Kacałapow   | Madison Hubbell / Zachary Donohue | Piper Gilles / Paul Poirier            |

### Program/taniec dowolny
Zdobywcy małych medali za drugi segment zawodów tj. program/taniec dowolny:
| Konkurencja   | Złoto                                   | Srebro                      | Brąz                                   |
| Soliści       | Nathan Chen                             | Yuma Kagiyama               | Shōma Uno                              |
| Solistki      | Aleksandra Trusowa                      | Anna Szczerbakowa           | Jelizawieta Tuktamyszewa               |
| Pary sportowe | Anastasija Miszyna / Aleksandr Gallamow | Sui Wenjing / Han Cong      | Jewgienija Tarasowa / Władimir Morozow |
| Pary taneczne | Wiktorija Sinicyna / Nikita Kacałapow   | Piper Gilles / Paul Poirier | Madison Hubbell / Zachary Donohue      |

### Program krótki/taniec rytmiczny
Zdobywcy małych medali za pierwszy segment zawodów tj. program krótki lub taniec rytmiczny:
| Konkurencja   | Złoto                                  | Srebro                            | Brąz                                    |
| Soliści       | Yuzuru Hanyū                           | Yuma Kagiyama                     | Nathan Chen                             |
| Solistki      | Anna Szczerbakowa                      | Rika Kihira                       | Jelizawieta Tuktamyszewa                |
| Pary sportowe | Aleksandra Bojkowa / Dmitrij Kozłowski | Sui Wenjing / Han Cong            | Anastasija Miszyna / Aleksandr Gallamow |
| Pary taneczne | Wiktorija Sinicyna / Nikita Kacałapow  | Madison Hubbell / Zachary Donohue | Madison Chock / Evan Bates              |